# Rengen
Rengen is een meer gelegen op de grens tussen Noorwegen en Zweden. Het Noorse deel van het meer ligt in de gemeente Lierne in de Noorse provincie Trøndelag. Het Zweedse deel van het meer ligt in de gemeente Krokom in de Zweedse provincie Jämtlands län en het landschap Jämtland.
Het meer heeft een oppervlakte van 21,49 km², waarvan 15,72 km² in Noorwegen ligt en 5,77 km² in Zweden. Het meer ligt op een hoogte van 345 meter boven de zeespiegel en heeft een omtrek van 42,05 kilometer.